# Лейкеки, Севидзем Эрнестина
Севидзем Эрнестина Лейкеки (род. 1985 или 2 августа 1985, Камерун) — активистка по борьбе с изменением климата из Камеруна, в 2021 году вошла в список 100 женщин Би-би-си. Она активистка по вопросам климата и гендера из северо-западного региона Камеруна, а также основательница Камерунского гендерного и экологического дозора. В 2010 году она работала над прекращением торговли детьми на северо-западе Камеруна. Она присутствовала на мероприятии Совета сторон Организации Объединённых Наций по изменению климата в Глазго, 2021 год, COP26, и получила премию Gender Just Climate Solutions за трансформационные решения в 2019 и в 2021 годах.

## Ранняя жизнь и карьера
Лейкеки родилась в 1985 году, у неё четверо детей. Её община расположена в лесной и сельскохозяйственной зоне, которая обеспечена дровами, но живёт в нищете. Она активистка, борющаяся за гендерное равенство в защите окружающей среды и расширении прав и возможностей девочек и женщин. Лейкеки получила степень бакалавра общего права в Университете Яунде II.
Лейкеки — активистка по вопросам климата и гендерной проблематики, участвующая в климатической деятельности, которая приводит к экономическим выгодам и возможностям, а также к экологическому образованию. В такую деятельность входит посадка деревьев, обучение экстракции пчелиного воска и приготовлению медового вина, а также моющих средств и лосьонов из пчелиного воска. Согласно её словам, «Мёд равен доходу, равен работе, равен гендерному равенству, равен сохранению природы». Она работает над расширением прав и возможностей девочек и женщин для обеспечения устойчивого развития.
К 2020 году её организация посадила 86 000 деревьев для смягчения последствий изменения климата, а также для проведения экологического образования. Её проект направлен на защиту социально-экономических и экологических прав женщин и девочек, а также на продвижение женских голосов. Камерунский гендерный и экологический дозор (CAMGEW) также помогает женщинам избежать домашнего насилия и оказал помощь 800 женщинам.

## СМИ
В 2010 году Лейкеки выступила на конференции TED с докладом на тему «Лесное поколение, живущее в гармонии с природой». Она выступала на Глобальном ландшафтном форуме и освещала в средствах массовой информации свою работу в области окружающей среды и изменения климата.

## Призы и награды
- 2021 — 100 женщин Би-би-си[12].
- 2021 — победительница Gender Just Climate Solutions[5].
- 2019 — победительница Gender Just Climate Solutions[4].